# Recta de Euler

La recta de Euler pasa por el ortocentro, el circuncentro y el baricentro.

La recta de Euler es una recta en la que  están situados el ortocentro, el circuncentro y el baricentro de un triángulo;  incluye al punto de Exeter y al centro de la circunferencia de los nueve puntos notables de un triángulo escaleno. Se denomina así en honor al matemático suizo Leonhard Euler, quien  demostró la colinealidad de los mencionados puntos notables de un triángulo, en 1765. Además, él fue quien introdujo el concepto de función matemática, siendo el primero en escribir f(x) para referirse a la función f aplicada al argumento x.

La naturaleza de algunos de sus más sencillos descubrimientos es tal que uno bien puede pensar en el fantasma de Euclides diciendo «Pero ¿cómo no se me ocurrió?»
H. S. M. Coxeter en relación al trabajo de Euler.

Euler demostró que en cualquier triángulo el ortocentro, el circuncentro y el baricentro están alineados. Esta propiedad amplía su dominio de verdad  para el centro de la circunferencia de los nueve puntos notables; que Euler no había demostrado para ese tiempo. En los triángulos equiláteros, estos cuatro puntos coinciden, pero en cualquier otro triángulo no lo hacen, y la recta de Euler está determinado por dos cualesquiera de ellos. El centro de la circunferencia de los nueve puntos notables se encuentra a mitad de camino a lo largo de la línea de Euler entre el ortocentro y el circuncentro, y la distancia desde el centroide del circuncentro {\displaystyle {\overline {GO}}} es la mitad que desde el centroide hasta el ortocentro {\displaystyle {\overline {GH}}}.
Otros puntos destacados que se encuentran en la recta de Euler son el punto de Longchamps, el punto Schiffler, el punto de Exeter y el punto far-out. Sin embargo, el incentro se encuentra en la recta de Euler solo para triángulos isósceles.

## Ecuación de la recta
Sean A, B, C denotan los ángulos del vértice del triángulo de referencia, y sea x: y: z un punto variable en coordenadas trilineales, a continuación, la ecuación de la recta de Euler es: 
{\displaystyle \operatorname {sen}(2A)\operatorname {sen}(B-C)x+\operatorname {sen}(2B)\operatorname {sen}(C-A)y+\operatorname {sen}(2C)\operatorname {sen}(A-B)z=0}
Otra manera para representar la línea de Euler es en términos de un parámetro t. Comenzando con el circuncentro y el ortocentro: 
{\displaystyle \sec(A):\sec(B):\sec(C)=\cos(B)\cos(C):\cos(C)\cos(A):\cos(A)\cos(B)}
Cada punto en la línea de Euler, excepto el ortocentro, se describe como
{\displaystyle \cos(A)+t\cos(B)\cos(C):\cos(B)+t\cos(C)\cos(A):\cos(C)+t\cos(A)\cos(B)}
para algunos t.
- Centroide

{\displaystyle \cos(A)+\cos(B)\cos(C):\cos(B)+\cos(C)\cos(A):\cos(C)+\cos(A)\cos(B)}
- Centro de la circunferencia de los nueve puntos

{\displaystyle \cos(A)+2\cos(B)\cos(C):\cos(B)+2\cos(C)\cos(A):\cos(C)+2\cos(A)\cos(B)}
- Punto de Longschamps

{\displaystyle \cos(A)-\cos(B)\cos(C):\cos(B)-\cos(C)\cos(A):\cos(C)-\cos(A)\cos(B)}
- Punto de Euler infinito

{\displaystyle \cos(A)-2\cos(B)\cos(C):\cos(B)-2\cos(C)\cos(A):\cos(C)-2\cos(A)\cos(B)}

## Demostración
En un triángulo ABC, se determinan D como el punto medio del lado BC y E como el punto medio del lado CA. Entonces AD y BE son medianas que se intersecan en el baricentro G. Trazando las perpendiculares por D y E se localiza el circuncentro O.
A continuación se prolonga la recta OG (en dirección a G) hasta un punto P, de modo que PG tenga el doble de longitud de GO (figura 1).
Al ser G baricentro, divide a las medianas en razón 2:1; es decir: AG=2GD. De este modo 

{\displaystyle {\frac {AG}{GD}}=2={\frac {PG}{GO}}}.

Por otro lado, los ángulos AGP y DGO son opuestos por el vértice y por tanto iguales. Estas dos observaciones permiten concluir que los triángulos AGP y DGO son semejantes.
Pero de la semejanza se concluye que los ángulos PAG y ODG son iguales, y de este modo AP es paralela a OD. Finalmente, dado que OD es perpendicular a BC, entonces AP también lo será; es decir, AP es la altura del triángulo.

1. Se construye PG de modo que tenga el doble de longitud de GO.
2. Los triángulos AGP y DGO son semejantes.
3. Las rectas DO y AP son paralelas. Por tanto AP es la altura del triángulo.

Un argumento similar prueba que los triángulos BPG y EOG son semejantes y por tanto BP también es la altura. Esto demuestra que P es el punto de intersección de las alturas y por tanto P=H; es decir, P es el ortocentro.

## Generalizaciones
Un tetraedro es un objeto tridimensional delimitado por cuatro caras triangulares. Siete líneas asociadas con un tetraedro son concurrentes en su centroide; sus seis planos medios se cruzan en su punto Monge; y hay una circunsfera que pasa por todos los vértices, cuyo centro es el circuncentro. Estos puntos definen la "línea de Euler" de un tetraedro análogo al de un triángulo. El centroide es el punto medio entre su punto Monge y el circuncentro a lo largo de esta línea. El centro de la esfera de doce puntos también se encuentra en la línea de Euler.
Cuadrilátero
En un cuadrilátero convexo, el cuasiortocentro H, el centroide del área G y el cuasicircumcentro O son colineales en este orden en la línea de Euler, y HG = 2GO.
La única parábola de un triángulo que es tangente a los lados es la parábola de Kiepert (dos de ellos extendidos) y este tiene la línea de Euler como su directriz.
En cualquier triángulo que no sea equilátero, el circuncentro (O), el baricentro (G) y el ortocentro (H) son colineales y la distancia del
baricentro al ortocentro es siempre el doble que la distancia del baricentro al circuncentro.